# Betty Francisco
Betty Francisco, pseudonimo di Elizabeth Bartman (Little Rock, 26 settembre 1900 – El Cerrito, 25 novembre 1950), è stata un'attrice statunitense.

## Biografia
Seconda figlia di John Bartman e di Mary Isabel Francisco, Elizabeth adottò, come le sorelle Marguerite (4 ottobre 1896 – 31 ottobre 1963) ed Evelyn (13 agosto 1904 – 27 gennaio 1963), il cognome della madre per presentarsi nel mondo dello spettacolo.
Il primo film fu il western di Joseph Franz A Broadway Cowboy, del 1920, e fino al 1934 interpretò con regolarità più di sessanta film, senza tuttavia emergere in ruoli di protagonista. Fu scelta nel 1923 tra le WAMPAS Baby Stars e interpretò i generi più vari di pellicole: dallo storico Ashes of Vengeance, con Norma Talmadge, al melodramma Flaming Youth, dalla commedia con Harry Langdon Le sue ultime mutandine (1927) al mistery La crociera del delitto e al musical Broadway. Lasciò il cinema nel 1934 con Romance in the Rain.
Sposata nel 1930 con Fred Spradling, morì d'infarto nella sua fattoria di El Cerrito, in California, a 50 anni di età, e fu sepolta nel Forest Lawn Memorial Park di Glendale.

## Riconoscimenti
- WAMPAS Baby Star nel 1923

## Filmografia parziale
- A Broadway Cowboy (1920)

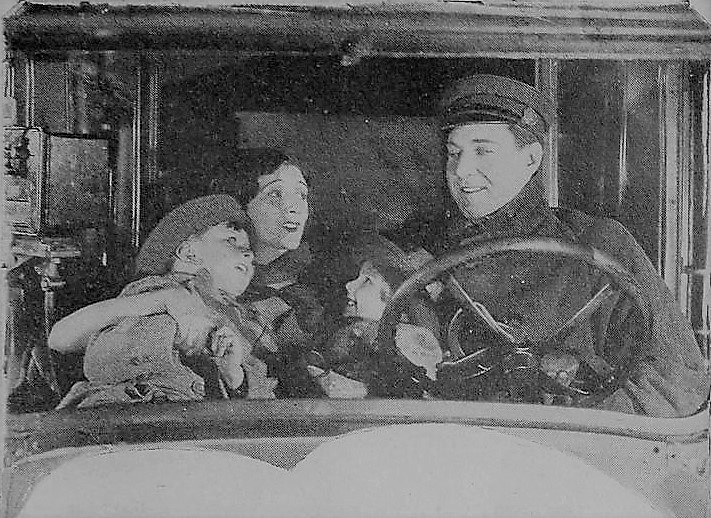
Con David Butler in Poor Men's Wives

- Straight from Paris, regia di Harry Garson (1921)
- Greater Than Love, regia di Fred Niblo (1921)
- Across the Continent (1922)
- Poor Men's Wives (1923)
- Flaming Youth (1923)
- Ceneri di vendetta (Ashes of Vengeance) (1923)
- Pandemonio (A Noise in Newboro), regia di Harry Beaumont (1923)
- L'orfanella di New York (The Darling of New York), regia di King Baggot (1923)
- La moglie del centauro (The Wife of the Centaur) (1924)
- Private Affairs, regia di Renaud Hoffman (1925)
- Jimmie's Millions (1925)
- Seven Keys to Baldpate, regia di Fred C. Newmeyer (1925)
- The Phantom of the Forest, regia di Henry McCarty (1926)
- Don Juan's 3 Nights, regia di John Francis Dillon (1926)
- Il giglio (The Lily), regia di Victor Schertzinger (1926)
- Le sue ultime mutandine (Long Pants), regia di Frank Capra (1927)
- Broadway Daddies (1928)
- La fanciulla del ring (1929)
- Broadway, regia di Pál Fejös (1929)
- Street of Chance (1930)
- La crociera del delitto (Charlie Chan Carries On) (1931)
- La fattoria del mistero (1932)
- Romance in the Rain (1934)